# ويليام إرفينغ (سياسي)
ويليام إرفينغ (بالإنجليزية: William Irving)‏ هو سياسي بريطاني (وحمل سابقاً جنسية المملكة المتحدة لبريطانيا العظمى وأيرلندا)، ولد في 1 أبريل 1892، وتوفي في 15 مارس 1967. حزبياً، نشط في حزب العمال. في 1945 Tottenham North by-election ‏، انتخب عضو برلمان المملكة المتحدة الـ38 عن دائرة Tottenham North (UK Parliament constituency) ‏ (13 ديسمبر 1945 – 3 فبراير 1950) وفي الانتخابات العامة في المملكة المتحدة 1950 ‏، انتخب عضو برلمان المملكة المتحدة الـ39 عن دائرة Wood Green (UK Parliament constituency) ‏ (23 فبراير 1950 – 5 أكتوبر 1951) وفي الانتخابات العامة في المملكة المتحدة 1951 ‏، انتخب عضو برلمان المملكة المتحدة الـ40 عن دائرة Wood Green (UK Parliament constituency) ‏ (25 أكتوبر 1951 – 6 مايو 1955).